# Cecorai csata (1620)
A cecorai csata A Stanisław Zołkiewski vezette lengyel sereg és a törökök közt zajlott le 1620. október 7-én Cecora (ma Țuțora, Románia) mellett.
A lengyel-litván-ukrán-kozák sereg vezére Stanisław Żółkiewski hetman volt, hadereje 2000 gyalogost és 8000 ezer lovast tett ki (a lovasság jórészt kozákokból állt). Mellette volt Bohdan Hmelnickij is, aki a kozákok egyik csapatának (a csihirinieknek) a vezetője volt. Vagy 600-1000 embere élén csatlakozott Gaspar Graziani moldvai fejedelem a lengyelekhez.
A törökök kb. 13-30 000 fős sereggel rendelkeztek. A sereg vezére Iszkender pasa és Temir budzsáki tatár kán volt. A törököket erősítették a tatárok segédhada és a még a hűségükön álló havasalföldi és moldvai egységek.
A csatában a lengyelek vereséget szenvedtek a túlerőtől. Visszavonulás közben Żółkiewski is meghalt. A törökök a közeledő tél miatt nem gondolhattak nagyobb támadásra Lengyelország ellen, ezért a következő évre halasztották a hadjáratot.
A hatalmas török sereget azonban a chocimi csatában sikerült megfékeznie Jan Karol Chodkiewicz litvániai hetmannak.